# Allium multibulbosum
Allium multibulbosum är en amaryllisväxtart som beskrevs av Nikolaus Joseph von Jacquin. Allium multibulbosum ingår i släktet lökar, och familjen amaryllisväxter. Inga underarter finns listade i Catalogue of Life.